# Blinding Edge Pictures
Blinding Edge Pictures – amerykańska firma produkcyjna założona 2 sierpnia 1998 przez M. Nighta Shayamalana, znana z produkowania takich filmów jak m.in. Niezniszczalny, Znaki, Osada, Zdarzenie, 1000 lat po Ziemi, Wizyta, Split i Glass, jest ona własnością Shayamalana i Ashwina Rajana. Posiadała również oddział The Night Chronicles.
Pierwszym serialem wyprodukowanym przez wytwórnię było Miasteczko Wayward Pines.
W lutym 2023 studio podpisało kontrakt „pierwszego spojrzenia” z Warner Bros. Pictures, zrywając tym samym poprzednią umowę z Universal Studios.
Siedziba wytwórni znajduje się w Berwyn, w Pensylwanii.

## Lista produkcji wytwórni

### Film

#### Jako Blinding Edge Pictures
- 2000 – Niezniszczalny (Unbreakable)
- 2002 – Znaki (Signs)
- 2004 – Osada (The Village)
- 2006 – Kobieta w błękitnej wodzie (Lady in the Water)
- 2008 – Zdarzenie (The Happening)
- 2010 – Ostatni Władca Wiatru (The Last Airbender)
- 2013 – 1000 lat po Ziemi (After Earth)
- 2015 – Wizyta (The Visit)
- 2017 – Split
- 2019 – Glass

#### Jako The Night Chronicles
- 2010 – Diabeł (Devil)

### Telewizja
- 2015–2016 – Miasteczko Wayward Pines (Wayward Pines)[7][8]
- od 2019 – Servant[11]